# Qingshuihe
Qingshuihe (chiń. 清水河县; pinyin: Qīngshuǐhé Xiàn) – powiat w północnych Chinach, w regionie autonomicznym Mongolia Wewnętrzna, w prefekturze miejskiej Hohhot. W 1999 roku liczył 134 092 mieszkańców.